# Одеський національний економічний університет
Одеський національний економічний університет (ОНЕУ) — один  із найстаріших економічних вишів України.
Заснований 1921 року.
1931 року в країні здійснювалася кредитна реформа. Завдяки цьому Одеський інститут народного господарства був реорганізований у кредитно-економічний інститут (ОКЕІ) 1966 року ОКЕІ був реорганізований в інститут народного господарства, який стає багатопрофільним центром підготовки та перепідготовки економістів для промисловості, будівництва та сільського господарства.
За результатами перевірки 1993 року інститут віднесли до найвищого, IV ступеня акредитації.
11 листопада 2011 року Указом Президента України Одеському державному економічному університету було надано статус національного.

## Структура
При університеті діють:
- Приймальна комісія
- Центр бізнес-освіти (MBA)
- Відділ міжнародних зв'язків
- Ресурсний центр
- Бібліотека
- Бухгалтерія
- Канцелярія
- Рада молодих вчених
- Профком студентів
- Internet club
- ТВ центр
- Центр підтримки молодіжного підприємництва
- Обчислювальний центр
- Спортивно-оздоровчий комплекс «Економіст», с. Кароліно-Бугаз, Овідіопольський район Одеської області

З 2000 р. ректором ОНЕУ є академік М. І. Звєряков.

## Факультети
- Кредитно-економічний факультет
- Обліково-економічний факультет
- Факультет міжнародної економіки
- Факультет економіки і управління виробництвом
- Фінансово-економічний факультет
- Комерційний факультет
- Заочний факультет
- Факультет довишівської підготовки
- Факультет підвищення кваліфікації
- Спеціальний факультет перепідготовки кадрів

## Гуртожитки
- Гуртожиток № 1
- Гуртожиток № 2
- Гуртожиток № 3

## Відомі випускники
- Багрій Петро Іларіонович
- Бажал Юрій Миколайович
- Бокша Іван Іванович
- Костусєв Олексій Олексійович
- Кравець Віктор Михайлович
- Маслов Юрій Костянтинович
- Мороховський Вадим Вікторович
- Орищенко Володимир Григорович
- Савельєв Євген Васильович
- Сіленков Борис Віталійович
- Філіпов Олексій Михайлович
- Юхимець Ігор Миколайович

## Науковці
- Богачевський Михайло Борисович
- Болдирєв Ігор Андрійович
- Мельник Степан Кирилович
- Пахомов Іван Микитович
- Петрович Віктор Бранкович
- Покритан Анатолій Карпович
- Покровський Олександр Іванович
- Приблуда Зіновій Ісакович
- Сухов Олександр Опанасович
- Тіктін Георгій Ісаакович

## Ректори
- Шпаков Олексій Якович
- Бородатий Василь Порфирійович
- Звєряков Михайло Іванович
- Ковальов Анатолій Іванович

## Нагороди
- У 1971 році, в зв'язку з 50-річчям з дня заснування, Одеський інститут народного господарства нагороджено Почесною грамотою Президії Верховної Ради УРСР.